# Anisócrono
Em telecomunicações, o termo anisócrono refere-se a um sinal periódico, pertencente à transmissão no qual o intervalo de tempo separando duas modulações quaisquer correspondentes não está necessariamente relacionado ao intervalo de tempo separando quaisquer outras duas modulações. Também pode pertencer a uma transmissão de dados na qual haja sempre uma quantidade completa de intervalos unitários entre quaisquer dois instantes significativos no mesmo bloco ou caractere, mas não entre instantes significativos em blocos diferentes ou caracteres.
Na prática, anisócrono significa tipicamente que os pacotes de dados não estão chegando na mesma ordem em que foram transmitidos, alterando assim dramaticamente a qualidade de uma transmissão multimídia (por exemplo, voz, vídeo, música) ou após processamento para restaurar a isocronicidade, houver montantes significativos de latência adicionados. Isócrono e anisócrono são características, enquanto  síncrono e assíncrono são relacionamentos.